# Jean Sawyer-trófea
A Jean Sawyer-trófea egy díj a QMJHL-ben (mely egy junior jégkorongliga Kanadában). A trófea eredeti neve St-Clair Group Plaque volt és ezt a nevet 1991 és 2002 között viselte. A trófeát a legjobb marketing vezetőnek ítélik oda.

## A díjazottak
| Szezon                | Díjazottak                        | Csapat                   |
| Jean Sawyer-trófea    | Jean Sawyer-trófea                | Jean Sawyer-trófea       |
| --------------------- | --------------------------------- | ------------------------ |
| 2012–2013             | Serge Proulx                      | Baie-Comeau Drakkar      |
| 2011–2012             | Travis Kennedy & Brian Urquhart   | Halifax Mooseheads       |
| 2010–2011             | Lucie Cloutier & Yves Cinq-Mars   | Québec Remparts          |
| 2009–2010             | Vicky Cote                        | Drummondville Voltigeurs |
| 2008–2009             | Sylvie Fortier                    | Drummondville Voltigeurs |
| 2007–2008             | Yves Bonneau                      | Victoriaville Tigres     |
| 2006–2007             | Nadia Lacasse & Mélanie Allard    | Rouyn-Noranda Huskies    |
| 2005–2006             | André Gosselin & Stéphane Rhéaume | Drummondville Voltigeurs |
| 2004–2005             | Michel Boivin & Pierre Cardinal   | Chicoutimi Saguenéens    |
| 2003–2004             | Johanne Lefebvre                  | Baie-Comeau Drakkar      |
| 2002–2003             | Michel Boisvert                   | Shawinigan Cataractes    |
| St-Clair Group Plaque |                                   |                          |
| 2001–2002             | Sylvie Fortier                    | Baie-Comeau Drakkar      |
| 2000–2001             | Eric Forest                       | Rimouski Océanic         |
| 1999–2000             | Geneviève Lussier                 | Sherbrooke Castors       |
| 1998–1999             | Matt McKnight                     | Halifax Mooseheads       |
| 1997–1998             | Jeff Rose                         | Moncton Wildcats         |
| 1996–1997             | Matt McKnight                     | Halifax Mooseheads       |
| 1995–1996             | Eric Forest                       | Rimouski Océanic         |
| 1994–1995             | Yvon Rioux                        | Val D'Or Foreurs         |
| 1993–1994             | Michel Boisvert                   | Shawinigan Cataractes    |
| 1992–1993             | Stéphane Tousignant               | Drummondville Voltigeurs |
| 1991–1992             | Michel Boisvert                   | Shawinigan Cataractes    |
| 1990–1991             | Gilles Côté                       | Hull Olympiques          |